# Hernád
Hernád là một thị trấn thuộc hạt Pest, Hungary. Thị trấn này có diện tích 27,06 km², dân số năm 2010 là 4064 người, mật độ 150 người/km².